# Renato Bertocchi
Renato Bertocchi (Collesalvetti, 14 dicembre 1925 – 24 novembre 1986) è stato un calciatore italiano, di ruolo portiere.

## Carriera
Disputa i suoi primissimi campionati prima della guerra in squadrette locali per poi giocare titolare nel Rosignano Solvay sin dal 1945 prima in Prima Divisione e in Serie C l'anno successivo. Acquistato dal Livorno, fa il suo esordio in Serie A il 4 novembre 1948 contro la Lucchese in una gara a reti inviolate.
Retrocesso il Livorno in Serie B resta come riserva e stupisce la richiesta del presidente della SPAL, Paolo Mazza, che si impunta nel pretendere di portare Bertocchi a Ferrara. In realtà Mazza, che vuole a tutti i costi riportare la SPAL in Serie A, pensa che Bertocchi, portiere estroso ed irascibile, sia in grado di dare la carica ad una squadra che da anni segna molto ma incassa anche molte reti pur avendo avuto buoni portieri come Nuciari e Brandolin. Mazza non si sbaglia e Bertocchi, giunto a Ferrara nel 1950, è il portiere giusto per la SPAL che conquista la Serie A. Con Biagiotti, Guaita, Carlini, Nesti, Fontanesi, Bennike e Colombi, Bertocchi gioca agli ordini dell'allenatore Janni - ma la formazione della SPAL la faceva Mazza - 39 partite; l'anno successivo, rientrato al Livorno, viene ceduto al Palermo. L'avventura siciliana non andrà male e giocherà 48 partite in Serie A in 2 stagioni.
Tornerà a Ferrara contro la SPAL e sarà protagonista di uno dei suoi famosi fuori programma: Bertocchi indossava per l'occasione una sfavillante maglia gialla e il centravanti spallino Quaresima gli disse prima della gara: "ti faccio diventare colore della maglia". Bertocchi non batté ciglio ma quando Quaresima segnò e gli disse: "hai visto?" lo rincorse - prassi che lo contraddistinse per tutta la carriera - lungo tutto il campo sino a quando non venne fermato dai suoi compagni.
Mazza lo riportò a Ferrara nel 1953 dopo aver ceduto Bugatti e Bertocchi tornò titolare dei biancoazzurri per poi divenire vice di Persico per altre due stagioni e ritornare titolare nel 1956. L'anno successivo Mazza si convinse a lanciare Maietti e quindi Bertocchi venne spesso avvicendato.
In questi anni continuò nelle sue famose rincorse dell'avversario. Celebre, fra le tante, quella ai danni di Pascutti che nel corso di un sentitissimo Derby con i bolognesi, si abbandonò incautamente ad uno sfottò verso Bertocchi dopo avergli segnato un goal. Bertocchi perse il lume della ragione e rincorse lungamente Pascutti che se la diede a gambe e servirono molti minuti prima che il gioco potesse riprendere. L'estroso portiere tornò al Livorno in Serie C nel 1958 e chiuse con gli amaranto la sua carriera nel 1960.
Bertocchi ha giocato 143 partite in Serie A delle quali 95 con la SPAL e 49 in Serie B oltre ad un centinaio in Serie C.

## Palmarès

### Club

#### Competizioni nazionali
- Serie B: 1

SPAL: 1950-1951